# Raffaello Bellucci
Raffaello Bellucci (n. 25 aprilie 1904, Orbetello, Toscana, Italia – d. 10 ianuarie 1981) a fost un politician și partizan italian, membru al Camerei Deputaților (1948–1953).